# 1. ŽNL Krapinsko-zagorska 2012./13.
Ovaj članak je podtema članka: 4. rang HNL-a 2012./13.

1. ŽNL Krapinsko-zagorska u sezoni 2012./13. je predstavljala ligu prvog stupnja županijske lige u Krapinsko-zagorskoj županiji, te ligu četvrtog stupnja hrvatskog nogometnog prvenstva. 
 
Sudjelovalo je 14 klubova, a ligu je osvojio "Zagorec" iz Krapine. 

## Ljestvica
| mj. | klub                          | ut. | pob. | ner. | por. | gol+ | gol- | bod |
| --- | ----------------------------- | --- | ---- | ---- | ---- | ---- | ---- | --- |
| 1.  | Zagorec Krapina               | 26  | 20   | 4    | 2    | 92   | 22   | 64  |
| 2.  | Mladost Zabok                 | 26  | 14   | 8    | 4    | 44   | 19   | 50  |
| 3.  | Jedinstvo Sveti Križ Začretje | 26  | 12   | 6    | 8    | 40   | 37   | 42  |
| 4.  | Zagorec Veliko Trgovišće      | 26  | 12   | 3    | 11   | 42   | 42   | 39  |
| 5.  | Rudar Mihovljan               | 26  | 10   | 8    | 8    | 32   | 39   | 38  |
| 6.  | Straža Hum na Sutli           | 26  | 10   | 7    | 9    | 34   | 28   | 37  |
| 7.  | Stubica (Donja Stubica)       | 26  | 9    | 8    | 9    | 34   | 26   | 35  |
| 8.  | Rudar Zabočka Dubrava         | 26  | 10   | 5    | 11   | 33   | 39   | 35  |
| 9.  | Tondach Bedekovčina           | 26  | 10   | 4    | 12   | 45   | 50   | 34  |
| 10. | Schiedel Novi Golubovec       | 26  | 8    | 8    | 10   | 28   | 48   | 32  |
| 11. | Radoboj                       | 26  | 7    | 8    | 11   | 38   | 44   | 29  |
| 12. | Klanjec                       | 26  | 7    | 7    | 12   | 35   | 56   | 28  |
| 13. | Inkop Poznanovec              | 26  | 7    | 5    | 14   | 34   | 47   | 26  |
| 14. | Omladinac Dubrovčan           | 26  | 2    | 7    | 17   | 24   | 68   | 13  |

## Rezultatska križaljka
| kratica | klub                          | INK | JED | KLA | MLA | OML | RAD | RUDM | RUDZD | SCHI | STR | STU | TON | ZAGK | ZAGVT |
| --- | ----------------------------- | --- | --- | --- | --- | --- | --- | ---- | ----- | ---- | --- | --- | --- | ---- | ----- |
| INK | Inkop Poznanovec              |     |     |     |     |     |     |      |       |      |     |     |     |      |       |
| JED | Jedinstvo Sveti Križ Začretje |     |     |     |     |     |     |      |       |      |     |     |     |      |       |
| KLA | Klanjec                       |     |     |     |     |     |     |      |       |      |     |     |     |      |       |
| MLA | Mladost Zabok                 |     |     |     |     |     |     |      |       |      |     |     |     |      |       |
| OML | Omladinac Dubrovčan           |     |     |     |     |     |     |      |       |      |     |     |     |      |       |
| RAD | Radoboj                       |     |     |     |     |     |     |      |       |      |     |     |     |      |       |
| RUDM | Rudar Mihovljan               |     |     |     |     |     |     |      |       |      |     |     |     |      |       |
| RUDZD | Rudar Zabočka Dubrava         |     |     |     |     |     |     |      |       |      |     |     |     |      |       |
| SCHI | Schiedel Novi Golubovec       |     |     |     |     |     |     |      |       |      |     |     |     |      |       |
| STR | Straža Hum na Sutli           |     |     |     |     |     |     |      |       |      |     |     |     |      |       |
| STU | Stubica (Donja Stubica)       |     |     |     |     |     |     |      |       |      |     |     |     |      |       |
| TON | Tondach Bedekovčina           |     |     |     |     |     |     |      |       |      |     |     |     |      |       |
| ZAGK | Zagorec Krapina               |     |     |     |     |     |     |      |       |      |     |     |     |      |       |
| ZAGVT | Zagorec Veliko Trgovišće      |     |     |     |     |     |     |      |       |      |     |     |     |      |       |
| |                               |     |     |     |     |     |     |      |       |      |     |     |     |      |       |
| podebljan rezultat - utakmice od 1. do 13. kola (1. utakmica između klubova) rezultat normalne debljine - utakmice od 14. do 26. kola (2. utakmica između klubova) rezultat nakošen - nije vidljiv redoslijed odigravanja međusobnih utakmica iz dostupnih izvora rezultat smanjen * - iz dostupnih izvora nije uočljiv domaćin susreta prekrižen rezultat - poništena ili brisana utakmica p - utakmica prekinuta 3:0 p.f. / 0:3 p.f. - rezultat 3:0 bez borbe n.i. - nije igrano |                               |     |     |     |     |     |     |      |       |      |     |     |     |      |       |

 Izvori: 

## Vanjske poveznice
- nskzz.hr, Nogometni savez Krapinsko-zagorske županije